# Michael Brougham, 5. Baron Brougham and Vaux

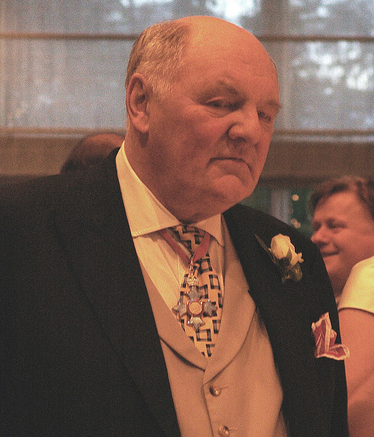
Michael Brougham, 5. Baron Brougham and Vaux

Michael John Brougham, 5. Baron Brougham and Vaux CBE (* 2. August 1938; † 27. August 2023) war ein britischer Peer und Politiker (Conservative Party).

## Leben und Karriere
Brougham wurde als Sohn von Victor Brougham, 4. Baron Brougham and Vaux, und Jean Follet geboren. Er besuchte das Lycée Jaccard in Pully (Schweiz), die Millfield School in Street, Somerset, und das Northampton Institute of Agriculture in Northamptonshire.
Am 20. Juni 1967 erbte Brougham den Adelstitel seines Vaters als 5. Baron Brougham and Vaux und wurde dadurch Mitglied des House of Lords. Seit 1993 war er mit einer Unterbrechung im Jahre 1997 Deputy Chair of Committees. 1995 wurde er außerdem Deputy Speaker. Ab 1996 war er Vorsitzender der European Secure Vehicle Alliance Group. Von 1998 bis 2002 war er stellvertretender Vorsitzender der Association of Conservative Peers, seit 2003 bekleidete er dieses Amt erneut. Daneben war er Mitglied, teilweise auch stellvertretender Vorsitzender, mehrerer Arbeitsgruppen im House of Lords. Er wurde 1999 von den erblichen Peers gewählt und konnte damit seinen Parlamentssitz auch nach dem House of Lords Act 1999 behalten.
Er starb 2023 im Alter von 85 Jahren.

## Ehen und Nachkommen
Brougham heiratete am 20. Juli 1963 in erster Ehe Olivia Susan Gray († 1986). Mit ihr hatte er eine Tochter, Henrietta Louise Brougham (* 1965). Die Ehe wurde 1967 geschieden.
In zweiter Ehe heiratete er am 17. Januar 1969 Catherine Jill Gulliver. Aus dieser Ehe stammt ein Sohn, Charles William Brougham (* 1971), der 2023 seinen Titel erbte. Diese Ehe wurde am 9. Dezember 1981 geschieden.

## Orden und Ehrenzeichen
Brougham wurde 1995 als Commander des Order of the British Empire ausgezeichnet.